# ポート・ロイヤル (ミサイル巡洋艦)
ポート・ロイヤル(USS Port Royal, CG-73)は、アメリカ海軍のミサイル巡洋艦。タイコンデロガ級ミサイル巡洋艦の27番艦。20世紀に建造された最後の巡洋艦及びアメリカ海軍において女性乗組員が乗艦した最初の巡洋艦である。艦名はアメリカ独立戦争および南北戦争において海戦が行われたサウスカロライナ州のポート・ロイヤル湾に因んで名付けられた。

## 艦歴
ポート・ロイヤルはミシシッピ州パスカグーラのリットン・インガルス造船所で1991年10月18日に起工し、1992年11月20日に進水、スーザン・G・ベーカー（ジェームズ・A・ベーカー国務長官の妻）によって命名され、1994年7月9日にジョージア州サヴァナで就役した。
ポート・ロイヤルは1996年に「ニミッツ」空母戦闘群（現 空母打撃群）の一部として展開した。ニミッツ空母戦闘群はサザン・ウォッチ作戦に参加していたが、第三次台湾海峡危機に際して地域の安定を保つため1996年3月に南シナ海へ展開した。
1997年9月にニミッツ空母戦闘群として再びサザン・ウォッチ作戦に参加し、1998年3月に帰還する。
ポート・ロイヤルの二度目の配備は「ジョン・C・ステニス」空母戦闘群へであった。同部隊の一員としてサザン・ウォッチ作戦に参加している。同作戦参加後間もなく、国連制裁決議に違反してイラクから石油を密輸した容疑をかけられた船舶を追跡中に主軸を破損し、7月に帰還、乾ドック入りし修理と改良を行った。
ポート・ロイヤルは2001年11月17日に真珠湾を出港し、再びステニス空母戦闘群に加わっている。
2008年5月2日、「タラワ」(USS Tarawa, LHA-1) 遠征打撃群(Tarawa ESG)の一員として半年間に渡る"テロとの闘い"の任務を終了し帰還した。
2009年2月5日夜、オアフ島近海、ホノルル国際空港沖合で座礁事故を起こした。海軍はただちに救難作業に着手したものの作業には手間取り、9日にようやく離礁に成功した。この際、座礁時の接触や離礁時に放出した汚水によってサンゴ礁が破壊されたことが指摘された。艦はパール・ハーバー海軍工廠に入渠し、修理を受けた。9月24日、修理が完了した艦は乾ドックを離れた。
この座礁事故により、海軍はポート・ロイヤルを早期に退役させる予定だったが、議会の反対により断念。2015年に「レイク・エリー」「チョーシン」と共に「休息状態」に置かれることになった。計画では、2026年までに近代化改修を行い、同年に退役する予定の「チャンセラーズヴィル」と入れ替わりで現役復帰する予定である。2022年9月29日に退役。

## 画像集

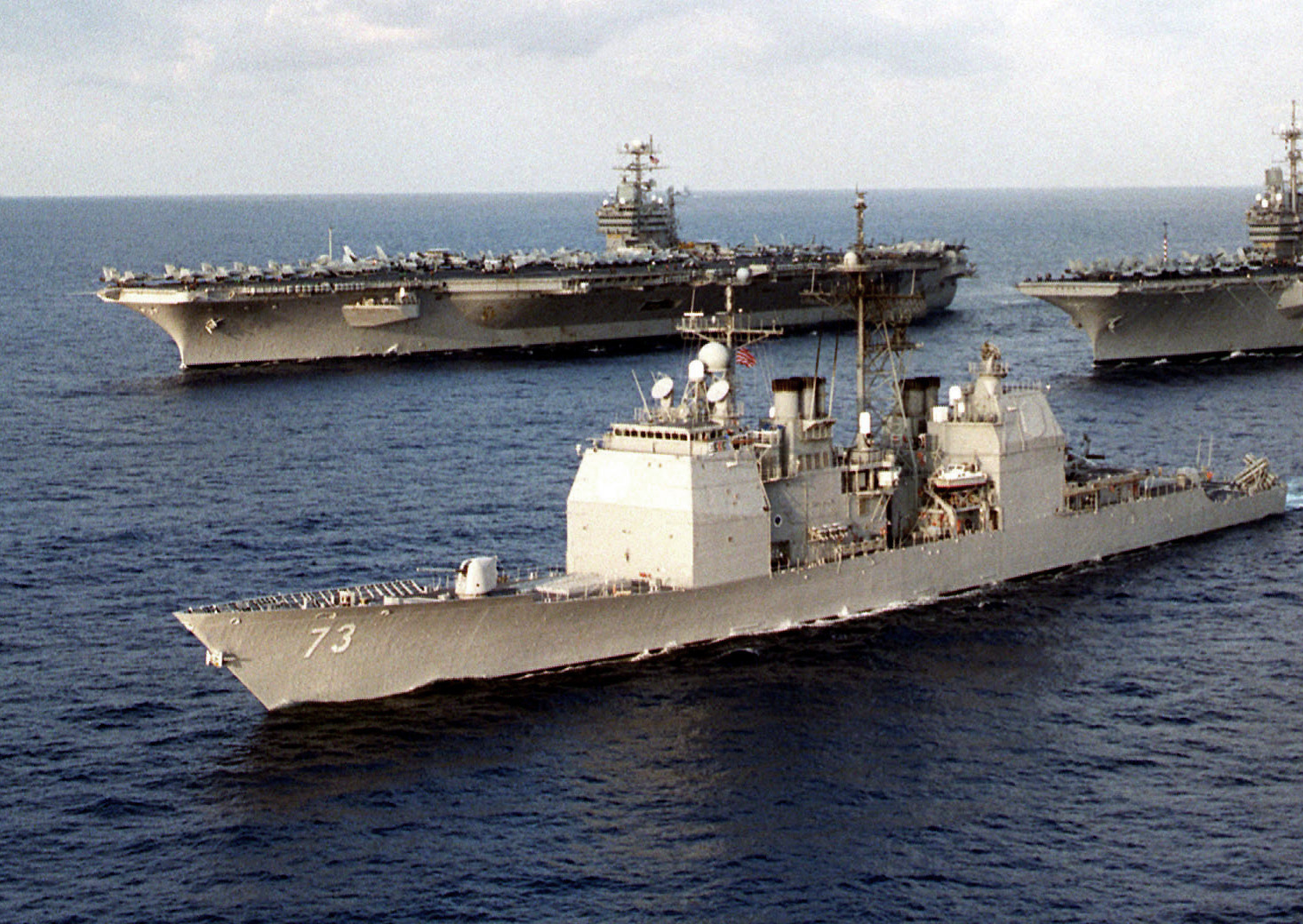
空母「ニミッツ」および「インディペンデンス」と艦隊行動中の「ポート・ロイヤル」
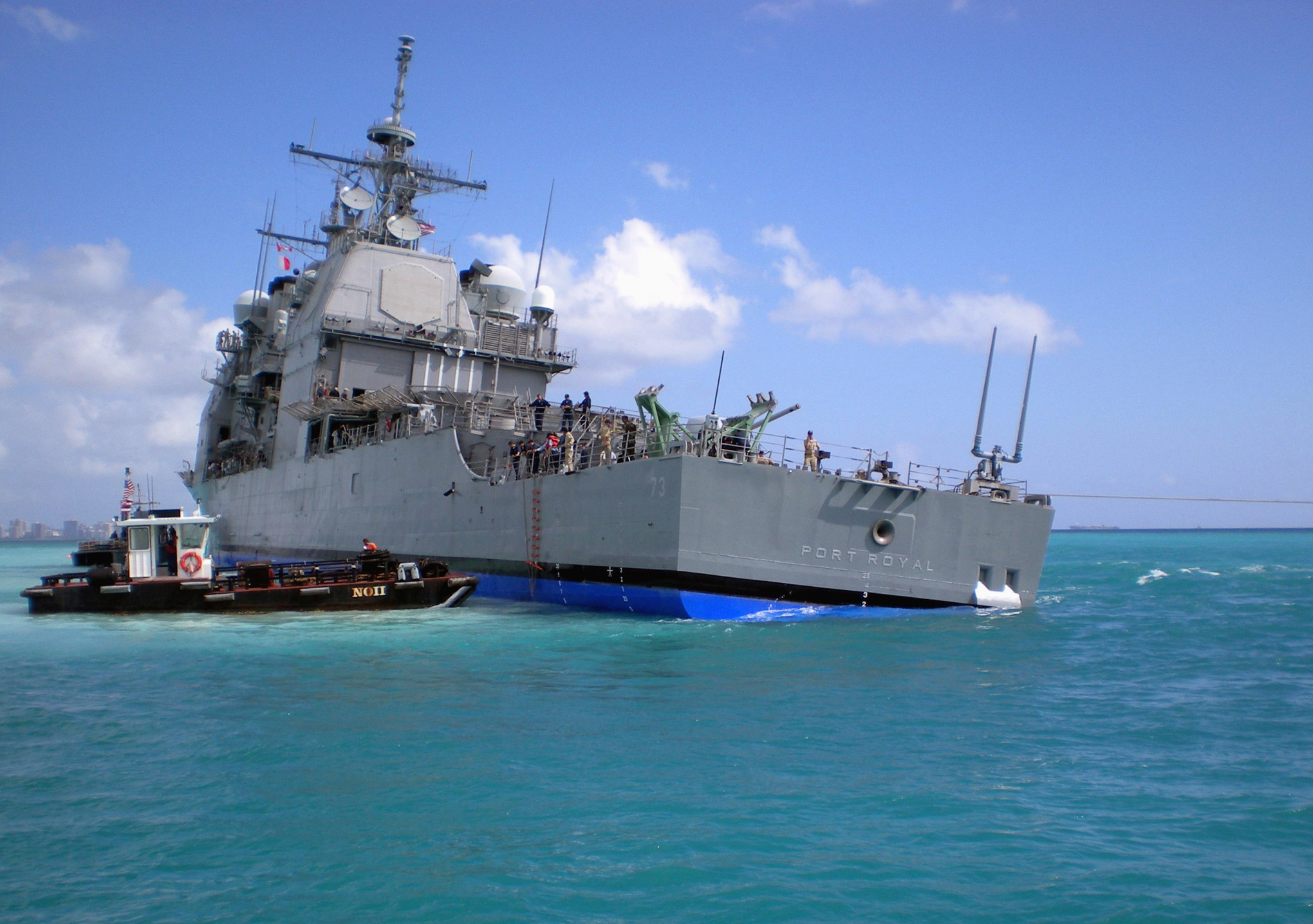
2009年2月7日、離礁作業中の「ポート・ロイヤル」
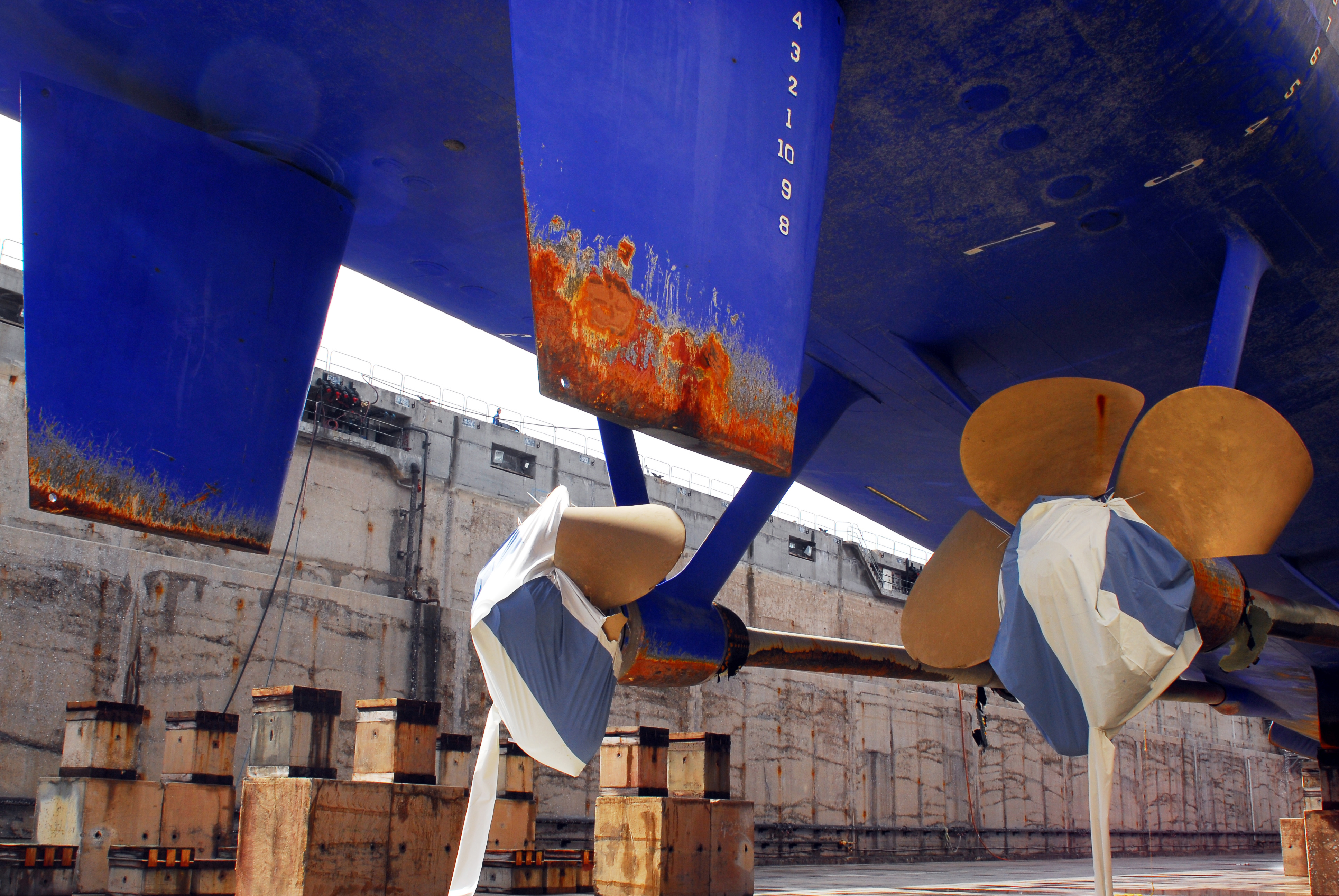
座礁後、入渠中に撮影された艦尾水線下の写真。右舷側2枚、左舷側3枚のプロペラが失われている。